# Нуэве де Хулио (бронепалубный крейсер)
Бронепалубный крейсер «Нуэве де Хулио» («9 июля» — день принятия Декларации независимости Аргентины) — крейсер аргентинских ВМС конца XIX века. Построен в единственном экземпляре. Являлся усовершенствованным вариантом крейсера «Вейнтисинко де Майо», принадлежал к так называемым «элсвикским» крейсерам, строившимся на экспорт британской компанией Sir W.G. Armstrong & Company. Его дальнейшим развитием стал крейсер «Буэнос-Айрес» также построенный фирмой Армстронга.

## Проектирование и постройка
Проект «Нуэве де Хулио» стартовал в январе 1890 года с меморандума Филипа Уоттса совету директоров компании «Армстронг». В нём он рекомендовал незамедлительно, не дожидаясь заказа, заложить новый крейсер на освободившемся стапеле в Элсвике. Уоттс отмечал, что с точки зрения возможной продажи Королевскому флоту, разумнее приступить к строительству крейсера типа «Пёрл», три единицы которых фирма уже построила для британских военно-морских сил в Австралии. Вместе с тем, Уоттс указывал, что впечатление произведённое на военно-морские круги «Пьемонтом» и «Вейнтисинко де Майо» таково, что имеет смысл заложить ещё один подобный крейсер, скоростной, но с усиленной защитой и увеличенным запасом угля.

## Конструкция
«Нуэве де Хулио» стал несколько увеличенной версией «Вейнтисинко де Майо». Конструктивно он, в целом, повторял прототип. Точно также он не имел двойного дна в районе энергетической установки. Днище было обшито тиком и медными пластинами. Внешне «Нуэве де Хулио»  отличался от предшественника более высокими дымовыми трубами.
Любопытно, что хотя аргентинская сторона не настаивала на полномасштабных испытаниях корабля, компания их всё же произвела. По расчётам «Нуэве де Хулио» должен был разогнаться до 21,25 узла при естественной тяге и мощности машин 9000 л.с. С форсированием машин рассчитывали получить скорость 22,5 узла при мощности 13 500 л.с. Фактически, на испытаниях удалось достигнуть 21,98 узла при мощности 8878 л.с., а при мощности 14 185 л.с. крейсер развил 22,74 узла. При этом испытания проходили на мелководье и, по мнению специалистов, на большой воде скорость могла бы превысить 23 узла.